# Курт Вельтер
Курт Вельтер (нім. Kurt Welter; 25 лютого 1916, Кельн — 7 березня 1947, Лек) — німецький льотчик-ас нічної винищувальної авіації, оберлейтенант люфтваффе. Кавалер Лицарського хреста Залізного хреста з дубовим листям.

## Біографія
В 1934  року вступив в люфтваффе. Після закінчення авіаційного училища служив інструктором льотної підготовки. 2 вересня 1943 року переведений в 5-у ескадрилью 301-ї винищувальної ескадри, літав на FW.190A-8. Вже в ході третього бойового вильоту (у ніч на 23 вересня 1943 року) збив 2 чотиримоторні бомбардувальники. До 25 березня 1944 року на рахунку Вельтера були 17 перемог, які він здійснив всього в ході 17 бойових вильотів. В ніч на 20 вересня 1944 року збив «Москіто» легендарного британського льотчика Гая Гібсона, кавалера Хреста Вікторії. 2 листопада 1944 року поставлений на чолі експериментального командування, названого зондеркомандою «Вельтер», яке мало перевірити можливість використання нового реактивного винищувача Ме.262А-1а. Вельтер став найрезультативнішим асом, що літав на Me.262. 21 січня 1945 року на базі команди Вельтера була сформована 10-а ескадрилья 11-ї ескадри нічних винищувачів. 12 квітня 1945 року літаки Вельтера були переведені в Любек, і він вже більше участі в боях не брав. 7 травня 1945 року на чолі своїх підлеглих підняв у повітря літаки і перелетів у Шлезвіг, де здався британським військам. Всього за час бойових дій здійснив 93 бойові вильоти і збив 51 літак (у тому числу 25 «Москіто»), з них 47 під час нічних боїв. Загинув в автокатастрофі.

## Звання
- Єфрейтор (1934)
- Фельдфебель (1940)
- Оберфельдфебель (1943)
- Фанен-юнкер-оберфельдфебель (1944)
- Лейтенант (1944)
- Оберлейтенант (1944)

## Нагороди
- Нагрудний знак підводника (1936)
- Медаль «За вислугу років у Вермахті» 4-го класу (4 роки; 1938)
- Залізний хрест
  - 2-го класу (5 жовтня 1943)
  - 1-го класу (28 жовтня 1943)
- Авіаційна планка нічного винищувача в золоті
- Почесний Кубок Люфтваффе (20 березня 1944)
- Німецький хрест в золоті (10 травня 1944)
- Лицарський хрест Залізного хреста з дубовим листям
  - лицарський хрест (18 жовтня 1944) — за 33 перемоги (з них 29 нічних) протягом всього 40 вильотів.
  - дубове листя (№769; 11 березня 1945) — за 51 перемогу (з них 49 нічних).